# Томас Вайдлер
Томас Вайдлер (англ. Thomas Wydler) — швейцарський музикант, найбільш відомий як учасник гурту Nick Cave and the Bad Seeds. Томас Вайдлер народився 9 жовтня 1959 року в Цюриху, Швейцарія. Музична кар'єра Вайдлера почалась в німецькому експериментальному гурті Die Haut. Згодом він приєднався до гурту Nick Cave and the Bad Seeds, барабанщиком якого він є з 1985 року. Вайдлер дебютував у Bad Seeds на третьому альбомі гурту — Kicking Against the Pricks (1986). Загалом, він був присутній майже на кожному альбомі Nick Cave and the Bad Seeds.
Вайдлер був єдиним барабанщиком гурту, доки в 1994 році до гурту не приєднався Джим Склавунос (Jim Sclavunos). Вайдлер зазвичай грає на стандартній ударній установці, тоді як Склавунос грає на різноманітних допоміжних перкусійних інструментах (наприклад, вібрафоні, маракасах, cowbell, оркестрових дзвонах), але іноді вони міняються місцями, а іноді обидва грають на звичайних барабанах. З альбомом «Push the Sky Away» гурт Nick Cave and the Bad Seeds кардинально змінив своє звучання. Нік Кейв пояснював це так: «замість Джима Склавуноса за барабанами цього разу сидів Томас Вайдлер. У нього більш різноманітний стиль, він певною мірою джазовий музикант. В деякому роді новий альбом створено завдяки йому і його участі. Дуже прикро, що він не може поїхати в тур за станом здоров'я. Це важкий удар для нас. Він є звуком цього альбому. І до того ж чудовий хлопець.»
Через невизначені проблеми зі здоров'ям Вайдлер не гастролював з гуртом приблизно з 2013 року, але він залишається учасником гурту та брав участь у всіх студійних альбомах з моменту приєднання до гурту.
З цього часу на гастролях Вайдлера тимчасово підміняв Баррі Адамсон (Barry Adamson), оскільки багато нових пісень гурту було аранжовано для двох ударників. Вайдлер знову приєднався до Nick Cave and the Bad Seeds під час туру у 2017 році.
Томас Вайдлер заспівав в альбомі Murder Ballads, виконавши куплети пісні «Death Is Not the End». А також продовжує свою сольну кар'єру, яку можна почути на його сторінці в Myspace.